# Kung Liljekonvalje av dungen (film)
Kung Liljekonvalje av dungen är en svensk deckarfilm från 2013. Filmen bygger på Maria Langs bok med samma namn. Rollen som Christer Wijk spelas av Ola Rapace och rollen som Puck av Tuva Novotny.

## Handling
Puck, Einar och Christer är bjudna på bröllop i Skoga. Dagen innan bröllopet går den blivande bruden in i en blomsteraffär och försvinner spårlöst. Christer hittar henne till slut död utanför hennes bostad med en bukett liljekonvaljer i handen. Alla i brudens närmaste omgivning blir misstänkta för mordet, däribland hennes bästa väninna som Christer inlett en flört med.

## Rollista
- Ola Rapace – Christer Wijk
- Tuva Novotny – Puck
- Linus Wahlgren – Eje
- Fredrik Dolk – Leo
- Ida Marianne Vassbotn Klasson	– Dina
- Bengt Järnblad – Egon
- Lena B. Eriksson – Gretel
- Alexander Stocks – Joakim
- Maia Hansson Bergqvist – Anneli
- Philip Panov – Lars-Ove
- Tomas Bolme – Sebastian
- Maria Sid	– Fanny
- Ulric von der Esch – Axel
- Inga Landgré – Gustava
- Victor von Schirach – Kalle
- Irma von Platen – Elvira
- Eva Millberg – Helena

## Om filmen
Filmen var den andra i en serie av sex Maria Lang-filmatiseringar från 2013 och föregicks av Mördaren ljuger inte ensam. Kung Liljekonvalje av dungen regisserades av Christian Eklöw och Christopher Panov. Den producerades av Renée Axö för Pampas Produktion AB. Den fotades av Andrés Rignell och klipptes senare samman av Sofia Lindgren. Filmen var en direkt till DVD-produktion och släpptes den 7 augusti 2013. Den distribueras av SF Home Entertainment.

## Mottagande
Moviezine gav filmen betyget 2/5. Recensenten Jonna Vanhatalo Birro berömde fotot och Rapaces och Novotnys skådespelarprestationer, men menade att filmen saknar intensitet och känns långtråkig. Hon menade att filmens största problem är att det aldrig blir "riktigt spännande".
Nerikes Allehanda gav betyget 3/5. Recensenten Marita Johansen skrev: "Produktionen i stort är mycket snygg från vinjett till kostym och musik. Men så värst spännande är inte det hela, utan rart underhållande."